# まるごとバナナ

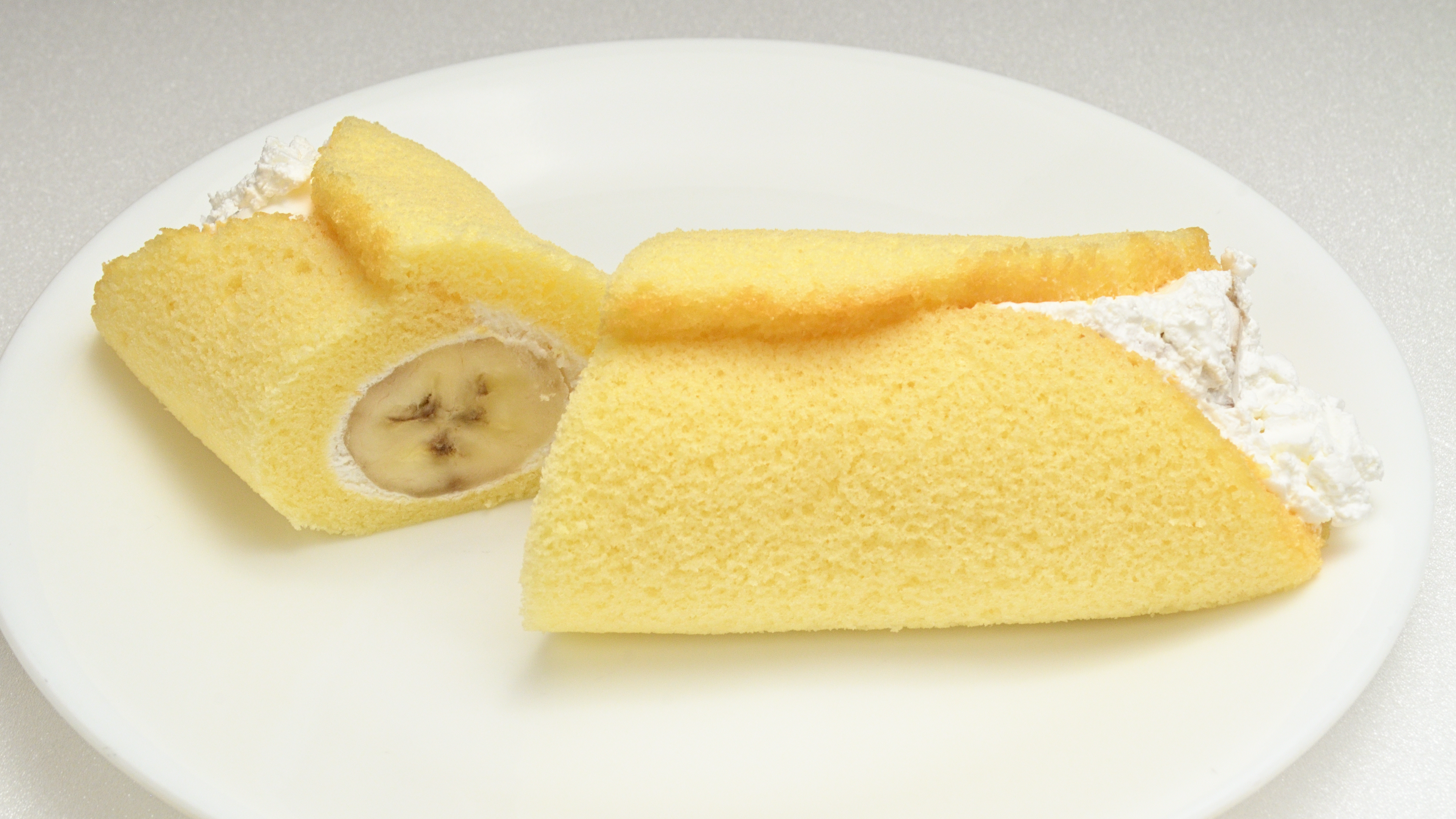
山崎製パンのまるごとバナナ

まるごとバナナは、山崎製パンが製造・販売している洋菓子である。山崎製パンでの商品化以前にも歴史のある菓子であり、他社製品はもっぱらオムレツケーキの名で販売される。
1990年に発売開始。現在、沖縄県を除く全国のスーパーマーケット・コンビニエンスストア等で購入できる。秋田県の個人店やローカルスーパーでは、業務提携先のたけや製パンの「バナナボート」が業務提携以前の昭和30年頃より販売されており、大手菓子メーカーとのコラボ商品などさまざまな期間限定版も存在する。
長野県飯山市では市内の菓子店「大黒屋」などが昭和50年代ごろから売り出したご当地スイーツ「バナナボート」として宣伝し、現在は市内の菓子店数件で主に冬季に製造販売している。
ただし、上述の通りスポンジ生地でバナナとクリームを巻いた形態のオムレット式の菓子は各地に古くから多数あり、発祥は明らかでない。

## 特徴
名前の通り、バナナ一本を皮を剥いたままの姿でホイップクリームと共に柔らかいスポンジケーキで包み込んだ菓子で、広い意味でオムレットである。
ホイップクリームで包む事によりバナナの品質変化を防いでいるが、生菓子であり、保存料が使用されていないため基本的に日持ちはしない。

## 製品概要
濃厚なクリームとスポンジ、見た目のインパクトやボリューム感から根強い人気を保っており、生菓子としては珍しいロングセラー商品となっている。製造数自体は決して多くは無く、店頭で見つける事が難しい場合もある。
生クリームの他、チョコレート味やコーヒー味が発売されたり、パッケージのみ変えられたクリスマスバージョンなどが販売される事もある。
2014年からバナナ1/2本を使用した「まるごとバナナ ミディアムサイズ」や「まるごとバナナ ミニ」も販売されている。

## 季節限定商品

まるごと苺

- まるごと苺

バナナではなく苺を3個用いている。
また、苺2個とバナナ1本を一つにしてサイズアップした「ビッグまるごとバナナ＆いちご」が
3本入り1日15セット限定でネット販売されている。
- 濃厚まるごとチョコバナナ

ベルギーチョコレートが使用されているほか、
表面に砕いたアーモンドが振りかけられている。
- ごろっとマロンケーキ

バナナではなく栗を用いているが、
過去に発売された「まるごとマロン」とは別種。
- ごろっとピーチ/白桃ケーキ

バナナではなく黄桃/白桃を1/2個用いている。